# 1937 (numero)
Millenovecentotrentasette (1937) è il numero naturale dopo il 1936 e prima del 1938.

## Proprietà matematiche
- È un numero dispari.
- È un numero semiprimo.
- È un numero composto da 4 divisori: 1, 13, 149, 1937. Poiché la somma dei suoi divisori (escluso il numero stesso) è 163 < 1937, è un numero difettivo.
- È un numero omirpimes in quanto anche il suo opposto 7391 = 19 × 389 è semiprimo.
- È un numero nontotiente in quanto dispari e diverso da 1.
- È un numero intero privo di quadrati.
- È un numero malvagio.
- È parte delle terne pitagoriche (88, 1935, 1937), (663, 1820, 1937), (745, 1788, 1937), (1312, 1425, 1937), (1937, 11016, 11185), (1937, 12516, 12665), (1937, 144300, 144313), (1937, 1875984, 1875985).

## Astronomia
- 1937 Locarno è un asteroide della fascia principale del sistema solare.

## Astronautica
- Cosmos 1937 è un satellite artificiale russo.